# Kisiklód
Kisiklód (románul: Iclozel) falu Romániában, Erdélyben, Kolozs megyében.

## Fekvése
Szamosújvártól 11 km-re délnyugatra, a Kis-Szamos jobb partján fekszik.

## Története
Az elpusztult Hársas és Hársasalja falvak helyén települt, eredetileg református és unitárius vallású magyarokkal. Először 1667-ben említették. 1698-ban református egyháza templom nélkül Vízszilvás filiája volt.
„…a grófi cím árvákra való kiterjesztését nem sikerült elérnie, de Ferenc József elébb legitimálta őket, per gratia Principis, majd nemessé tevé őket, allerhöchste Gnadenakt, kisiklódi, itt édesapám neve következik, névvel, mert Kisiklódot rájuk íratta a bácsi; az egész magyar történelemben ez az egyetlen nemesség-adomány, amellyel nem járt címer, tudniillik a Hofmarschallamt a családi címert akarta adni nekik, az úgynevezett »bar sinisterrel«, egy balról jobbra rézsútosan futó fekete vágás, ami a birodalmi heraldikában a törvénytelen leszármazás jele, amit Kálmán bácsi nem fogadott el.”
1850-ben szervezték önálló községgé, addig egy községet alkotott Nagyiklóddal. Doboka, majd Szolnok-Doboka vármegyéhez tartozott.
1940 után 32, félig elkészült ONCSA-házba szegény, magyar nemzetiségű családokat költöztettek Székről. A telepeseket 1944-ben a román hatóságok elkergették.
Az 1990-es években kiépült a falu vezetékes vízhálózata, melyet 2022 nyarán felújítottak, ezt követően pedig a falu utcáit leaszfaltozták.

## Népessége
- 1850-ben 345 lakosából 265 volt román és 73 magyar nemzetiségű; 265 görögkatolikus, 73 református és 7 római katolikus vallású.
- 2002-ben 200 lakosából 159 volt román és 40 magyar nemzetiségű; 158 ortodox és 40 református vallású.
- 2022-es népszámlálás során 137 román és magyar lakosát írták össze.[3]

## Látnivalók
- A református templom 1830-ban épült. A falu református közössége többé-kevésbé eredeti állapotában megőrizte a templomot, 2020-ban felújításon esett át; ablakokat, padlót cseréltek, hőszigetelték az épületet, majd lefestették. A templom előtt álló két, igen magas fenyőfát kivágták, ugyanis fennállt a kockázata annak, hogy egy vihar során rádőlhetnek a templom tornácára vagy akár a templom elülső részére.
- A templom szomszédságában található a református parókia, illetve a néhai magyar és román iskola is. A magyar oktatás az '70-es évek elején szűnt meg, gyermekhiány miatt, a román iskolát röviddel a romániai rendszerváltás után zárták be, szintén gyermekhiány miatt. A román gyermekek nagyrésze jelenleg Nagyiklódon tanul, a még a faluban élő kevés magyar gyermek Szamosújváron.

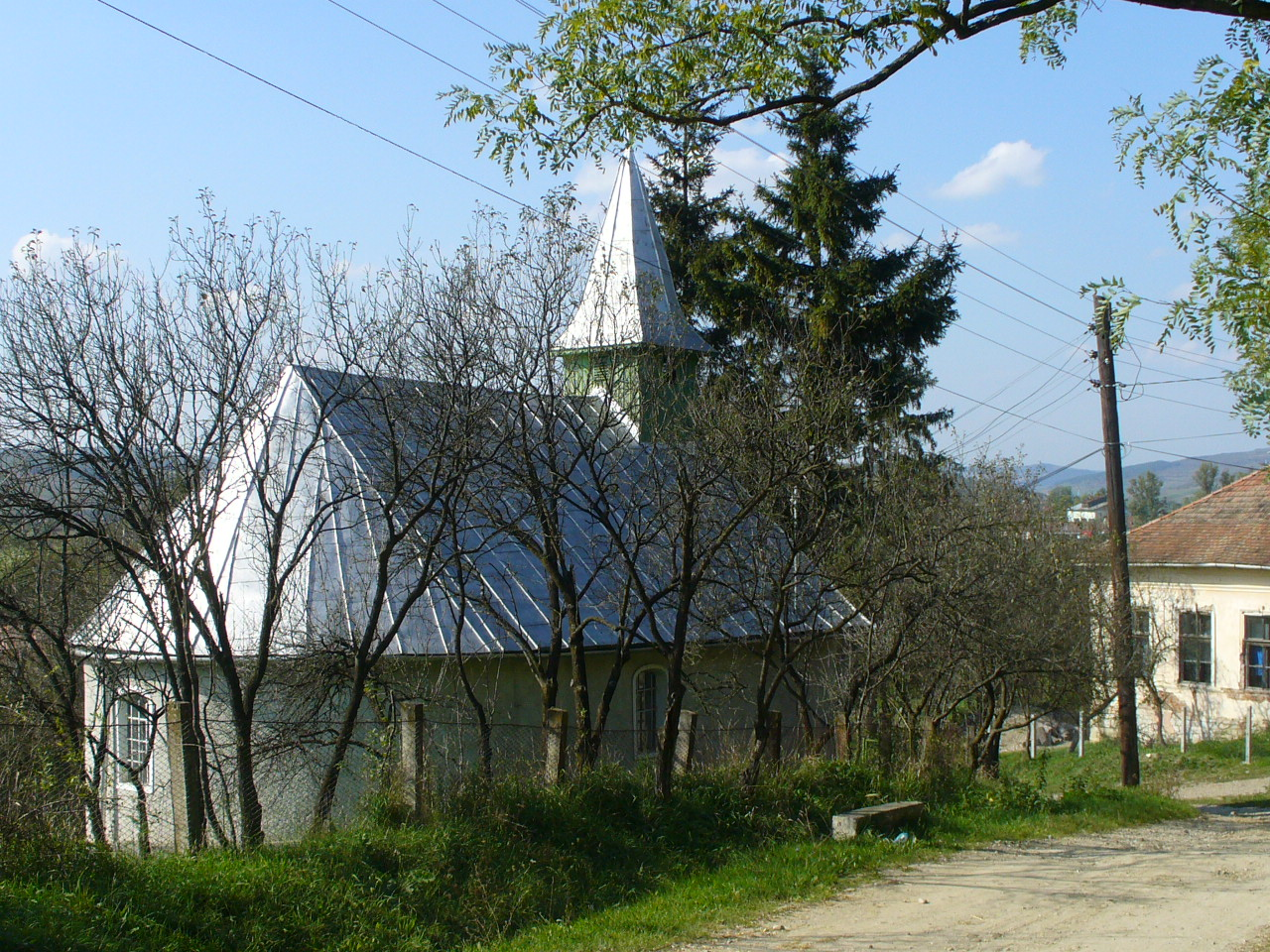
Református templom és iskola

## Híres emberek
- Itt született 1924. február 18-án Kiss Ilona színésznő.
- Itt tanított 1940 és 1944 között Nagy Olga néprajzkutató.
- Itt született 1944. június 14-én lánya, Krizsovánszky Szidónia színésznő.